# Barnstädt
Barnstädt är en kommun och ort i Saalekreis i förbundslandet Sachsen-Anhalt i Tyskland.
Kommunen ingår i förvaltningsgemenskapen Weida-Land tillsammans med kommunerna Farnstädt, Nemsdorf-Göhrendorf, Obhausen, Schraplau och Steigra.